# Танака, Минами
Минами Танака (яп. 田中 美海 Танака Минами, род. 22 января 1996, префектура Канагава) — японская сэйю. Работает в агентстве 81 Produce. В 2017 году удостоилась награды Seiyu Awards в категории «Лучшая начинающая актриса».

## Роли

### Аниме-сериалы
2014 год
- Dramatical Murder — девушка (серия 1), сельская жительница (серия 10)
- Wake Up, Girls! — Минами Катаяма
- Hanamayata — Нана Н. Фонтанстанд
- PriPara — Котонэ (серия 21), Нодока (серия 7), Нон Манака
- Re:_Hamatora — ученица старшей школы (серия 1)

2015 год
- Ansatsu Kyoushitsu — Хината Окано
- Hacka Doll — Мобами (серия 7), принцесса Кирара (серия 8)

2016 год
- Mahou Shoujo Nante Mou Ii Desu Kara. — Дайя
- Muv-Luv — Катя Вальдхайм
- Shakunetsu no Takkyuu Musume — Агари Камия

2019 год
- Hitori Bocchi no Marumaru Seikatsu — Нако Сунао

2021 год
- I’ve Been Killing Slimes for 300 Years and Maxed Out My Level — Шалша

2025 год
- Li’l Miss Vampire Can’t Suck Right — Луна Исикава

### Анимационные фильмы
- Fullmetal Alchemist: The Sacred Star of Milos (2011)
- Wake Up, Girls! Seishun no Kage (2015) — Минами Катаяма
- Wake Up, Girls! Beyond the Bottom (2015) — Минами Катаяма

### ONA
- Wake Up, Girl ZOO! (2014) — Минами Катаяма

### Видеоигры
- Assassination Classroom: Koro-sensei Dai Houimou (2014) — Хината Окано
- Girls' Frontline — СВД, СПС, Type 79
- Punishing: Gray Raven — Нанами (Storm, Pulse, Starfarer, Startrail)